# 鈴木正三 (実業家)
鈴木 正三（すずき しょうぞう、1922年12月18日 - 2011年11月12日）は、日本の経営者。日本写真印刷社長、会長を務めた。

## 来歴・人物
大阪府出身。1947年に立命館大学法文学部を卒業し、1956年に日本写真印刷に入社し、監査役に就任。1957年に常務を経て、1959年に社長に就任。1992年3月に会長に就任し、2007年から相談役を務めた。
2011年11月12日、膵臓がんのために死去。88歳没。